# Dominic Purcell
Dominic Haakon Myrtvedt Purcell (Wallasey, 17 febbraio 1970) è un attore e produttore cinematografico australiano.
Noto per aver interpretato Lincoln Burrows nella serie Prison Break e Mick Rory nelle serie Legends of Tomorrow e The Flash

## Biografia
Dominic Haakon Myrtvedt Purcell nasce in Inghilterra da padre norvegese e madre irlandese, ma cresce in Australia. È il loro primogenito e ha 4 fratelli: Damian, Jaime, Patrick e Marie-Therese.
Arriva al successo grazie al ruolo di Lincoln Burrows nella serie televisiva Prison Break. Nel 2000 gira il film Mission: Impossible 2 e nel 2001 Scene da un crimine. Kurt Wimmer lo vuole per il film Equilibrium e David S. Goyer lo sceglie per interpretare il villain Dracula/Drake in Blade: Trinity accanto a Wesley Snipes. Di recente ha lavorato nella pellicola Paura primordiale di Michael Katleman.
Dal 2014 interpreta il supercriminale Heat Wave nella serie televisiva The Flash, ruolo che riprenderà in Legends of Tomorrow. In quest'ultima serie ha recitato dal 2016 al 2021, anno in cui (nel mese di aprile per la precisione) ha annunciato il suo addio alla serie tramite un post polemico sul suo profilo Instagram; tuttavia ha successivamente ritrattato le sue frasi affermando di tornare a partecipare alla serie periodicamente.

### Vita privata
Nel 1998 ha sposato la produttrice Rebecca Williamson da cui ha avuto quattro figli: Joseph (1999), Audrey (2001), e i gemelli Lily-Rose e Augustus (2003). I due si separano nel 2007 e divorziano l'anno dopo. È stato fidanzato con l'attrice AnnaLynne McCord. Dal 2022 è fidanzato con Leticia Finley, madre della cantautrice Miley Cyrus. Il 19 agosto 2023 i due convolano a nozze.
Il 1º giugno 2016 in Marocco, durante le riprese della miniserie sequel di Prison Break, ha rischiato la morte quando una sbarra di ferro gli è caduta in testa, causandogli la rottura del naso e un trauma cranico. L'attore viene così trasportato da Casablanca a Marrakech per le cure. Il 7 giugno viene ricoverato in ospedale, senza causare problemi nelle riprese.

## Filmografia

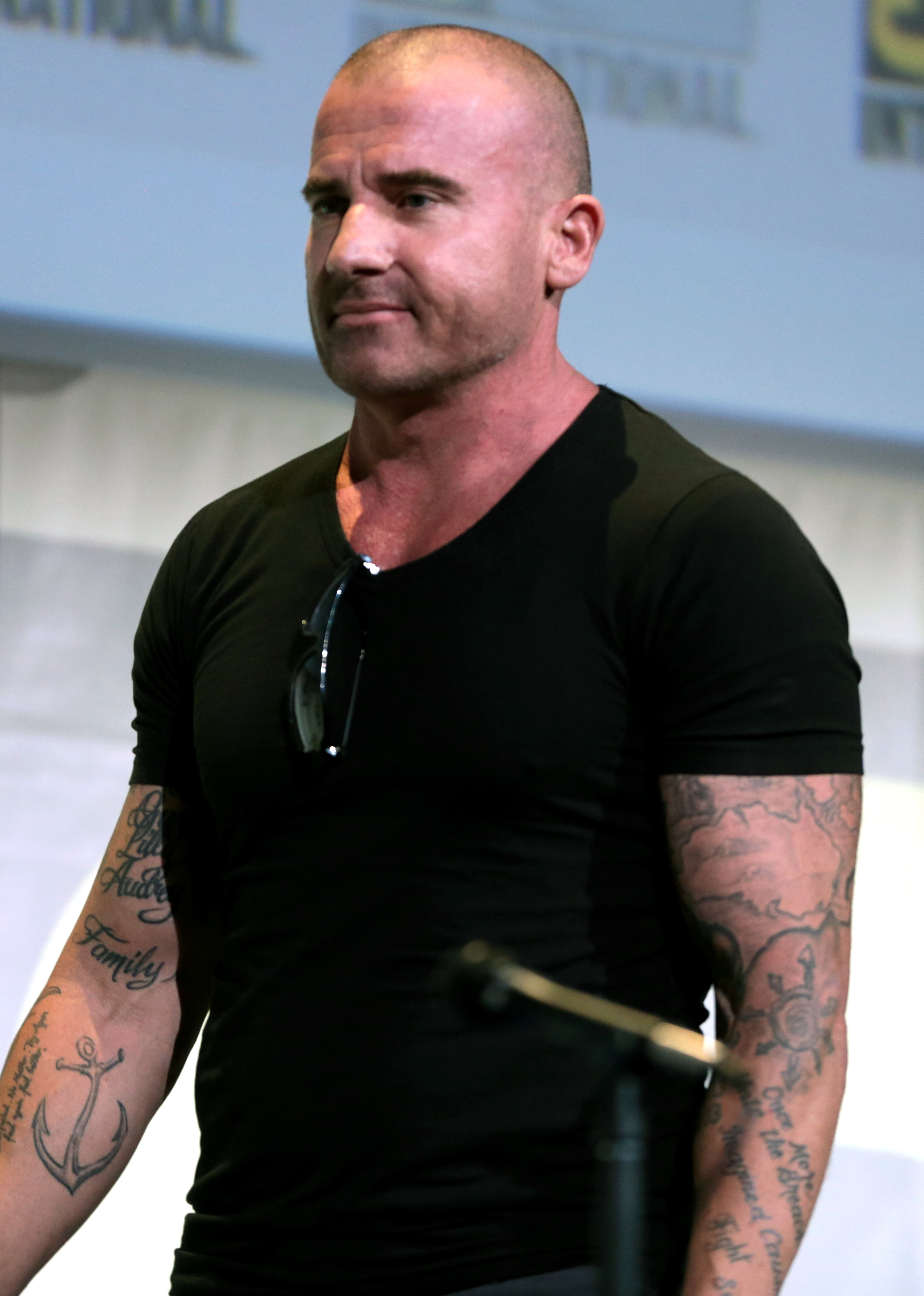
Dominic Purcell al San Diego Comic-Con International 2016

### Attore

#### Cinema
- Mission: Impossible 2, regia di John Woo (2000)
- Scene da un crimine (Scenes of the Crime), regia di Dominique Forma (2001)
- Equilibrium, regia di Kurt Wimmer (2002)
- Visitors, regia di Richard Franklin (2003)
- Three Way, regia di Scott Ziehl (2004)
- Blade: Trinity, regia di David S. Goyer (2004)
- The Gravedancers, regia di Mike Mendez (2006)
- Paura primordiale (Primeval), regia di Michael Katleman (2007)
- Blood Creek, regia di Joel Schumacher (2009)
- Prison Break: The Final Break, regia di Kevin Hooks e Brad Turner (2009)
- House of the Rising Sun, regia di Brian Miller (2011)
- Straw Dogs, regia di Rod Lurie (2011)
- Killer Elite, regia di Gary McKendry (2011)
- Escapee - Manie di persecuzione, regia di Campion Murphy (2011)
- Assalto a Wall Street (Assault on Wall Street), regia di Uwe Boll (2013)
- Ice Soldiers, regia di Sturla Gunnarsson (2013)
- Officer Down - Un passato sepolto, regia di Brian A. Miller (2013)
- Breakout - Weekend di paura, regia di Damian Lee (2013)
- Fighting Man, regia di Damian Lee (2014)
- Motel (The Bag Man), regia di David Grovic (2014)
- In the Name of the King 3 - L'ultima missione (In the Name of the King), regia di Uwe Boll (2014)
- Gridlocked, regia di Allan Ungar (2015)
- Isolation - Pericolo Alle Bahamas, regia di Shane Dax Taylor (2015)
- Blood Red Sky, regia di Peter Thorwarth (2021)
- Assassin, regia di Jesse Atlas (2023)

#### Televisione
- Raw FM - serie TV, 13 episodi (1997-1998)
- Moby Dick, regia di Franc Roddam - miniserie TV (1998)
- Water Rats - serie TV, episodi 3x12-3x13 (1998)
- Predatori letali (Silent Predators), regia di Noel Nosseck - film TV (1999)
- Rapimento alla Casa Bianca (First Daughter), regia di Armand Mastroianni - film TV (1999)
- Heartbreak High - serie TV, episodi 7x38-7x40 (1999)
- The Lost World - serial TV, episodio 3x02 (2001)
- BeastMaster - serie TV, 5 episodi (2001)
- Invincible, regia di Jefery Levy - film TV (2001)
- John Doe - serie TV, 22 episodi (2002-2003)
- Dr. House - Medical Division (House M.D.) - serie TV, episodi 1x07 (2004)
- North Shore - serie TV, 5 episodi (2004-2005)
- Prison Break - serie TV, 90 episodi (2005-2019) Lincoln Burrows
- Castle - serie TV, episodio 3x22 (2011)
- The Flash - serie TV, 2 episodi (2014-2021)
- Legends of Tomorrow - serie TV, 83 episodi (2016-2022)
- Supergirl - serie TV, 1 episodio (2017)
- Arrow - serie TV, 1 episodio (2017)
- Batwoman - serie TV, 1 episodio (2019)

### Doppiatore
- Prison Break: The Conspiracy - videogioco (2010) - Lincoln Burrows

### Produttore
- Three Way, regia di Scott Ziehl (2004)
- Balibo, regia di Robert Connolly (2009)

## Doppiatori italiani
Nelle versioni in italiano delle opere in cui ha recitato, Dominic Purcell è stato doppiato da:
- Francesco Prando in Prison Break, Prison Break - The Final Break, The Flash, Legends of Tomorrow, Supergirl, Arrow, Batwoman, Assassin
- Stefano Mondini in Blade: Trinity, North Shore
- Dario Oppido in Officer Down - Un passato sepolto, Blood Red Sky
- Maurizio Romano in Equilibrium
- Massimiliano Manfredi in John Doe
- Riccardo Rossi in Three Way
- Davide Marzi in Dr. House - Medical Division
- Fabio Boccanera in Paura primordiale
- Vittorio De Angelis in Straw Dogs
- Carlo Scipioni in Castle
- Simone Mori in Killer Elite
- Massimo Bitossi in Motel
- Alberto Bognanni in Assalto a Wall Street
- Paolo Buglioni in Ice Soldiers
- Massimo Rossi in Gridlocked
- Metello Mori in Dark Knight